# PlayChoice-10

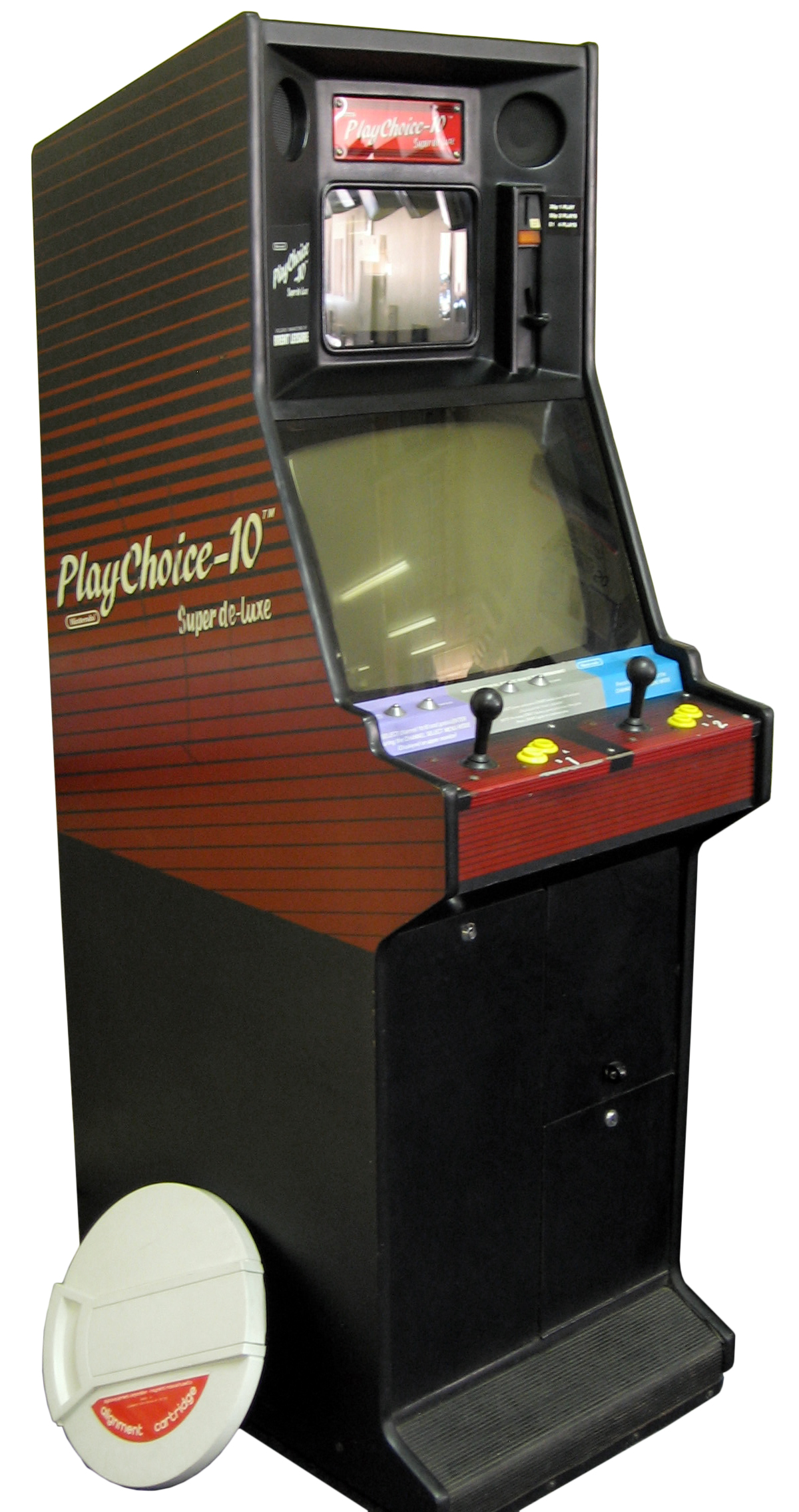
PlayChoice-10 Super de-luxe

PlayChoice-10 è una macchina arcade con 10 giochi disponibili, precedentemente pubblicati soltanto per NES. I giochi per questo sistema sono in forma di circuiti modulari collegati in una delle dieci slot della scheda madre del PlayChoice-10.
Rispetto alle cartucce originali del NES, le schede modulari disponibili per il PlayChoice-10 contengono anche una porzione aggiuntiva di ROM, contenente a sua volta informazioni e suggerimenti sul gioco in uso. Per il resto il gioco è lo stesso, ma in linea di massima le cartucce per il NES non sono compatibili con il PlayChoice-10.
A differenza dei comuni giochi arcade, ogni sessione di gioco aveva un tempo limite, oltre il quale il credit in uso si esauriva. In compenso, durante la sessione era possibile cambiare gioco. 
La macchina è basata sul medesimo hardware del NES, ma con alcune differenze. Il chip da cui dipende l'uscita video RGB offre una resa cromatica leggermente diversa rispetto a quella della console originale, inoltre è presente una CPU supplementare. Quest'ultima serve principalmente a gestire il menu di selezione dei giochi e soprattutto il timer, ma serve anche a mostrare, nei cabinati dotati di schermo secondario, le informazioni contenute nella ROM aggiuntiva presente solo nelle "cartucce nude" del PlayChoice-10.
Poco prima dell'uscita del Super Nintendo Entertainment System negli Stati Uniti, la compagnia ha lanciato il Nintendo Super System, sistema arcade creato per rendere giocabili in sala giochi alcuni dei giochi di punta della sua nuova console casalinga. Come il PlayChoice-10, ogni partita ha un tempo limite, che dipende dai crediti a disposizione del giocatore. I giochi installabili sono al massimo tre, anche in questo caso sotto forma di schede modulari.

## Lista dei giochi PlayChoice-10
Questa è una lista dei 54 giochi disponibili su varie macchine PlayChoice-10.
- 1942 (1986 Capcom)
- Balloon Fight (1985 Nintendo)
- Baseball (1985 Nintendo)
- Baseball Stars (1989 SNK)
- Captain Skyhawk (1990 Milton Bradley)
- Castlevania (1987 Konami)
- Chip 'n Dale Rescue Rangers (1990 Capcom)
- Contra (1988 Konami)
- Double Dragon (1988 Technos)
- Double Dribble (1987 Konami)
- Dr. Mario (1990 Nintendo)
- Duck Hunt (1985 Nintendo)
- Excitebike (1985 Nintendo)
- Fester's Quest (1989 Sunsoft)
- Gauntlet (1985 Atari)
- Golf (1985 Nintendo)
- Goonies, The (1986 Konami)
- Gradius (1986 Konami)
- Hogan's Alley (1985 Nintendo)
- Kung Fu (1985 Irem)
- Mario Bros. (1984 Nintendo)
- Mario's Open Golf (1991 Nintendo)
- Mega Man 3 (1990 Capcom)
- Metroid (1986 Nintendo)
- Mike Tyson's Punch-Out!! (1987 Nintendo)
- Ninja Gaiden (1989 Tecmo)
- Ninja Gaiden II: The Dark Sword of Chaos (1990 Tecmo)
- Ninja Gaiden III: The Ancient Ship of Doom (1991 Tecmo)
- Pin*Bot (1990 Rare)
- Power Blade (1991 Taito)
- Pro Wrestling (1987 Nintendo)
- Rad Racer (1987 Square)
- Rad Racer II (1990 Square)
- RBI Baseball (1987 Atari)
- R.C. Pro-Am (1988 Rare)
- Rockin' Kats (1991 Atlus)
- Rush'n Attack (1987 Konami)
- Rygar (1987 Tecmo)
- Shatterhand (1991 Jaleco)
- Solar Jetman: Hunt for the Golden Warpship (1990 Rare)
- Super C (1990 Konami)
- Super Mario Bros. (1985 Nintendo)
- Super Mario Bros. 2 (1988 Nintendo)
- Super Mario Bros. 3 (1990 Nintendo)
- Tecmo Bowl (1989 Tecmo Inc.)
- Tecmo World Cup Soccer (1990 Tecmo)
- Teenage Mutant Ninja Turtles (1989 Konami)
- Teenage Mutant Ninja Turtles II: The Arcade Game (1990 Konami)
- Tennis (1985 Nintendo)
- Track & Field (1987 Konami)
- Trojan (1987 Capcom)
- Volleyball (1987 Nintendo)
- Wild Gunman (1985 Nintendo)
- Yo! Noid (1990 Capcom)